# Шпак, Георгий Иванович
Гео́ргий Ива́нович Шпа́к (род. 8 сентября 1943, Осиповичи, Могилёвская область БССР, СССР) — советский и российский военачальник и государственный деятель. Командующий Воздушно-десантными войсками Российской Федерации (1996—2003), Губернатор Рязанской области (2004—2008). Генерал-полковник в отставке, доктор педагогических наук, профессор.

## Биография
Родился 8 сентября 1943 года в городе Осиповичи, Могилёвской области БССР в семье железнодорожника. Отец, Иван Антонович, всю жизнь проработал на железной дороге. Мать, Анна Акимовна, работала бухгалтером. Окончил Минское железнодорожное училище по специальности помощник машиниста тепловоза, слесаря-электрика по ремонту тепловозов.

### На военной службе
Полгода проходил срочную службу в 137-м гвардейском парашютно-десантном полку в Рязани, затем поступил в Рязанское высшее воздушно-десантное командное училище имени Ленинского комсомола, которое с отличием окончил в 1966 году и был назначен командиром курсантского взвода. В 1970 году стал командиром роты курсантов в училище, в 1973 году — преподавателем кафедры тактики. Затем, через полгода назначен командиром батальона в 44-ю учебную воздушно-десантную дивизию в Прибалтику.
После окончания в 1978 году Военной академии им. М. В. Фрунзе командовал знаменитым 350 гвардейским парашютно-десантным полком, который 25 декабря 1979 года первым вошёл на территорию Афганистана, был начальником штаба — заместителем командира воздушно-десантной дивизии, командиром 76-й гвардейской воздушно-десантной дивизии.
Принимал участие в боевых действиях в Республике Афганистан (командир 350-го гвардейского парашютно-десантного полка), Югославии и Чечне.
После окончания в 1988 году Военной академии Генерального штаба продолжил службу первым заместителем командующего общевойсковой армией в Одесском военном округе.
С 1989 года — командующий 6-й армией Ленинградского военного округа, начальник штаба — первый заместитель командующего войсками Туркестанского военного округа, а с 1992 года — начальник штаба — первый заместитель командующего войсками Приволжского военного округа.
С 4 декабря 1996 по 10 сентября 2003 года — командующий Воздушно-десантными войсками России. Одновременно, с 20 декабря 2000 года командовал оперативной группировкой ВДВ ВС РФ на Северном Кавказе.
В 1999 году защитил докторскую диссертацию по теме «Социально-педагогические основы подготовки офицеров воздушно-десантных войск России».
В 2003 году по истечении предельного возраста пребывания на воинской службе вышел в отставку.

### Политическая деятельность

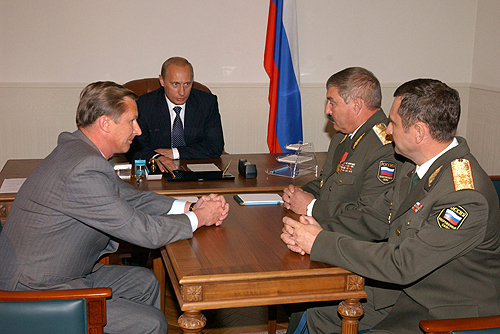
Георгий Шпак на встрече с Президентом РФ В. В. Путиным, 10 сентября 2003 года

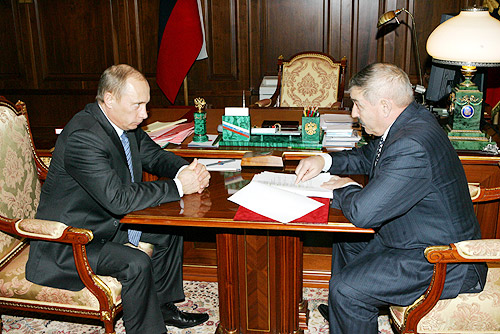
Георгий Шпак (справа) на встрече с Президентом РФ В. В. Путиным, январь 2006 года

В сентябре 2003 года, после ухода с военной службы в отставку, объявил о намерении заняться политической деятельностью и вошёл в состав народно-патриотического блока, позже — партии «Родина», в которой оставался до октября 2004 года.
7 декабря 2003 года избран депутатом Государственной Думы Федерального Собрания Российской Федерации IV созыва. Являлся заместителем председателя Комитета Госдумы по обороне. 1 апреля сложил полномочия в связи с избранием губернатором Рязанской области. Вакантный мандат перешел Рубену Бадалову.
В марте 2004 года, опередив соперника во втором туре голосования, набрал 53,51 % голосов и был избран губернатором Рязанской области.
С 12 апреля 2004 по 12 апреля 2008 года — Губернатор Рязанской области.
С 2008 года — помощник руководителя Администрации Президента Российской Федерации.

## Награды
Ордена:
- Орден «За заслуги перед Отечеством» IV степени[1][3];
- Орден «За военные заслуги»[1][3];
- Орден Красного Знамени[1][3];
- Орден «За службу Родине в Вооружённых Силах СССР» III степени[1][3].

Медали:
- Медаль «За боевые заслуги»;
- Медаль Маргелова (Минобороны);
- Медаль «В ознаменование 100-летия со дня рождения Владимира Ильича Ленина»;
- Медаль «Двадцать лет победы в Великой Отечественной войне 1941—1945 гг.»;
- Медаль «За воинскую доблесть (Минобороны) 1 степени»;
- Медаль «Ветеран Вооружённых Сил СССР»;

Почётные грамоты
- Почётная грамота Президента Российской Федерации[9]

Конфессиональные ордена:
- Орден святого равноапостольного великого князя Владимира III степени (РПЦ)[10]

Общественные награды:
- Орден «Национальная слава» 19-й выставки «Всероссийская Марка. Знак качества XXI века» (Москва)[11];
- Орден «За возрождение России. XXI век» международного конкурса «Пилар» (Фонд «Единение лидеров отечественного производства в малом, среднем и крупном бизнесе», Москва)[12];
- Медаль «За безупречный труд» (некоммерческое партнёрство «Координационный центр руководителей охранно-сыскных структур», Рязань)[13];
- Орден «Святого Императора Николая II» 2-й степени (Лига возрождения традиций Российской монархии, Москва)[14];
- Орден святых благоверных князей Петра и Февронии I степени (региональная общественная организация содействия в укреплении семьи и брака «Народный клуб „Семья“») «за воинский подвиг во спасении жизни и семьи»[15].

Почётные звания
- Почётный гражданин города Осиповичи[3];
- Почётный выпускник КуАИ-СГАУ (Самарский государственный аэрокосмический университет)[16].

## Семья
- Супруга Алла Григорьевна Шпак[17].
- Сын Олег Георгиевич Шпак (1972) — гвардии лейтенант[18] ВДВ, погиб в Чечне в 1995 году[19][3].
- Дочь Елена Георгиевна Шпак — полковник медицинской службы (Главный военный клинический госпиталь имени Н. Н. Бурденко).

- Дети Елены Георгиевны: Анна, Олег (назван в честь погибшего Олега Георгиевича) и Александра[17].